# Ligue arabe européenne
 (août 2009).
Si vous disposez d'ouvrages ou d'articles de référence ou si vous connaissez des sites web de qualité traitant du thème abordé ici, merci de compléter l'article en donnant les références utiles à sa vérifiabilité et en les liant à la section « Notes et références ».
Organisation politique fondée en Flandre belge, elle a également été active aux Pays-Bas et a annoncé la création d'une section en France en 2003. Son idéologie est à la fois islamiste, nationaliste arabe (notamment nassériste) et antisioniste. Le succès de la LAE est essentiellement centré sur la personnalité de son fondateur, Dyab Abou Jahjah.word
Dyab Abou Jahjah crée une association le 22 février 2000 sous le nom de « Al Rabita ASBL » et adopte le nom d'Arab European League le 28 décembre 2000. Elle s'est d'abord fait connaître en juin 2001, en déposant une plainte auprès de la justice belge - au titre de la « compétence universelle » que celle-ci s'était donnée - contre le Premier ministre israélien Ariel Sharon. Puis le 1er avril 2002, elle a organisé une manifestation, à Anvers, en faveur du peuple palestinien.
Le 26 novembre 2002, un jeune enseignant d'origine marocaine, Mohammed Achrak, est assassiné à Anvers par un sexagénaire raciste. Deux nuits d'émeutes s'ensuivent, lors desquelles des militants de la Ligue arabe européenne affrontent la police. La Ligue organise alors une milice privée, chargée de patrouiller dans les quartiers à forte population immigrée dans un but d'autodéfense.
En 2003, le parti écologiste flamand Agalev appose dans les rues des affiches représentant un couple homosexuel en habit traditionnel musulman. La LAE exigera le retrait des dites affiches comme offensantes envers l'islam, ainsi que des excuses officielles.
Abou Jahjah fera également campagne contre l'interdiction du port du voile, organisant une manifestation sur cette question le 22 février 2004 à Bruxelles, et envoyant le même jour une délégation de la LAE dans le cortège qui défile à Paris avec le même revendication.
En 2003, la Ligue Arabe Européenne s'est alliée avec le Parti du travail de Belgique (PTB). La liste commune qu'ils ont présentée aux législatives de 2003 sous l'intitulé « Resist » a recueilli 10 059 voix, soit 0,15 % au niveau national.
Militant pour que les musulmans soient reconnus en tant que communauté au même titre que les Flamands, les Wallons et les germanophones, la Ligue arabe européenne réclame également la reconnaissance officielle de l'arabe comme langue nationale.
L'association a été dissoute par décision du Tribunal de première instance d'Anvers le 26 novembre 2007, et liquidée par la même instance le 21 octobre 2010.